# Pierre Lapin
Pour les articles homonymes, voir Pierre Lapin (homonymie).
Pierre Lapin (The Tale of Peter Rabbit) est un livre pour enfants écrit et illustré par l'écrivaine anglaise Beatrix Potter, paru en octobre 1902, et que l'on peut compter parmi les précurseurs de la fantasy animalière.

## Résumé
L'histoire relate les aventures de Pierre Lapin, jeune lapin facétieux et désobéissant, qui s'aventure dans le jardin de M. McGregor. Pierre Lapin est, comme son nom l’indique, un lapin qui est dans cette histoire anthropomorphisé. Il vit dans un terrier avec sa famille : sa mère et ses trois petites sœurs. Sa mère n’a par ailleurs de cesse de lui répéter de ne pas s’aventurer dans le jardin de Monsieur McGregor, propriétaire de la ferme voisine. En effet, le père de Pierre, à ses risques et périls, s’est rendu dans ce même jardin et a été surpris par le fermier qui l’a attrapé. Mrs McGregor a alors cuisiné le Père Lapin dans une tourte. Les trois petites sœurs de Pierre Lapin écoutent sagement les conseils de leur mère et veillent à se tenir éloignées du jardin. Pierre Lapin, quant à lui, n’a pas le même esprit obéissant que ses sœurs. Au contraire, il manifeste un goût prononcé pour l’aventure et incarne l’archétype traditionnel du personnage de conte qui va à l’encontre des règles établies          (cf. Les Contes de ma mère l'Oye). 
Ainsi, Pierre Lapin se faufile dans le jardin des McGregor. Le caractère rebelle de Pierre est aussi marqué par son goût de la démesure : il mangera en effet divers produits du jardin jusqu’à en être malade. Ainsi, et toujours dans le respect du schéma narratif du conte traditionnel, le personnage est puni de sa désobéissance : Pierre Lapin tombe nez à nez avec le fermier McGregor qui se met à le poursuivre avec un râteau. Néanmoins, Pierre Lapin se sort de cette situation délicate grâce à son ingéniosité et sa rapidité. Alors pris dans un filet et sur le point de se faire capturer par le fermier, il parviendra à s’en extirper in extremis, encouragé par les moineaux. Il aura notamment l’idée de se cacher dans un arrosoir. Néanmoins, ce dernier étant rempli d’eau, Pierre Lapin finira par tomber malade. 
Finalement, Pierre Lapin parvient à quitter le jardin et à rentrer chez lui. Très fatigué, sa mère le fera coucher et lui donnera de la camomille pour le guérir tandis que les trois sœurs mangeront des baies ramassées tantôt et boiront du lait. Par conséquent, la démesure de Pierre Lapin l’a rendu malade et la empêché de savourer un délicieux repas à la fin de l’histoire.

## Biographie de l'auteur
Beatrix Potter naît le 28 juillet 1866 à Londres et meurt le 22 décembre 1943 à Sawrey, Angleterre. Elle est une écrivaine et naturaliste britannique, principalement connue pour sa série de livres pour enfants consacrés au personnage de Pierre Lapin. 
Enfant solitaire, Beatrix passe fréquemment de longues vacances dans la campagne anglaise. Elle commence très tôt à écrire et illustrer des histoires mettant en scène des animaux. 
C'est en 1902 qu'elle publie Pierre Lapin, qui lance sa carrière d'auteur pour la jeunesse. S'ensuivra une vingtaine de suites couronnées de succès, parmi lesquelles Jeannot Lapin, La Famille Flopsaut et Panache Petitgris. 
En parallèle, Potter mène une carrière de naturaliste. Passionnée de mycologie, elle développe une théorie sur la propagation des lichens, mais subit l'ostracisme de la communauté scientifique à cause de son statut de femme du début du XXe siècle. Elle lègue néanmoins plus de 450 dessins naturalistes à l'Armitt Museum Gallery d'Ambleside. 
La rigueur scientifique de Potter confère à ses dessins pour enfants une rare précision. Ses lapins se veulent réalistes, tant au niveau de l'apparence que du comportement. Et, comme dans le vrai monde, les humains sont parfois cruels envers les animaux : c'est le cas de Madame McGregor, qui cuisine le père de Pierre Lapin dans une tourte.  
En ce qui concerne l'écriture, Potter emploie une langue plus riche et complexe que la plupart des auteurs pour enfants. Tout en restant divertissants, ses ouvrages ont une visée éducative, et permettent d'enrichir le vocabulaire de la jeunesse. 

## Genèse de l'œuvre et réception
The Tale of Peter Rabbit avait été initialement écrit pour un enfant de cinq ans, Noel Moore, en 1893, puis fut corrigé, imprimé à compte d'auteur par Potter en 1901 après avoir été refusé par plusieurs éditeurs, et finalement imprimé de façon professionnelle chez Frederick Warne & Co. en 1902. 
Le livre fut un succès, qui donna lieu à de nombreuses réimpressions les années suivantes. Avec 45 millions d'exemplaires vendus, c'est l'un des plus grands succès d'édition de tous les temps. La filiale de Warne à New York n'étant pas parvenue à enregistrer le copyright pour le livre aux États-Unis, des éditions pirates inondèrent le marché sans que Potter pût percevoir de droits d'auteur. Le Conte de Pierre Lapin a été traduit en trente-six langues, et le livre a servi de base à de nombreux produits dérivés au fil des décennies, incluant des jouets, de la vaisselle, des aliments, des vêtements, des vidéos et d'autres produits encore. Potter elle-même contribua à cette tendance : elle breveta une poupée Pierre Lapin en 1903, qu'elle fit suivre presque aussitôt d'un jeu de plateau Pierre Lapin.
En créant un héros d'histoire pour enfants qui n'était qu'un petit lapin désobéissant et rebelle, Potter subvertissait la représentation alors commune du bon petit garçon et du héros, qui était alors typiquement représenté comme un homme jeune, courageux et plein de ressources.

## Histoire éditoriale
En France, The Tale of Peter Rabbit a été traduit sous le titre Pierre Lapin.

## Adaptations

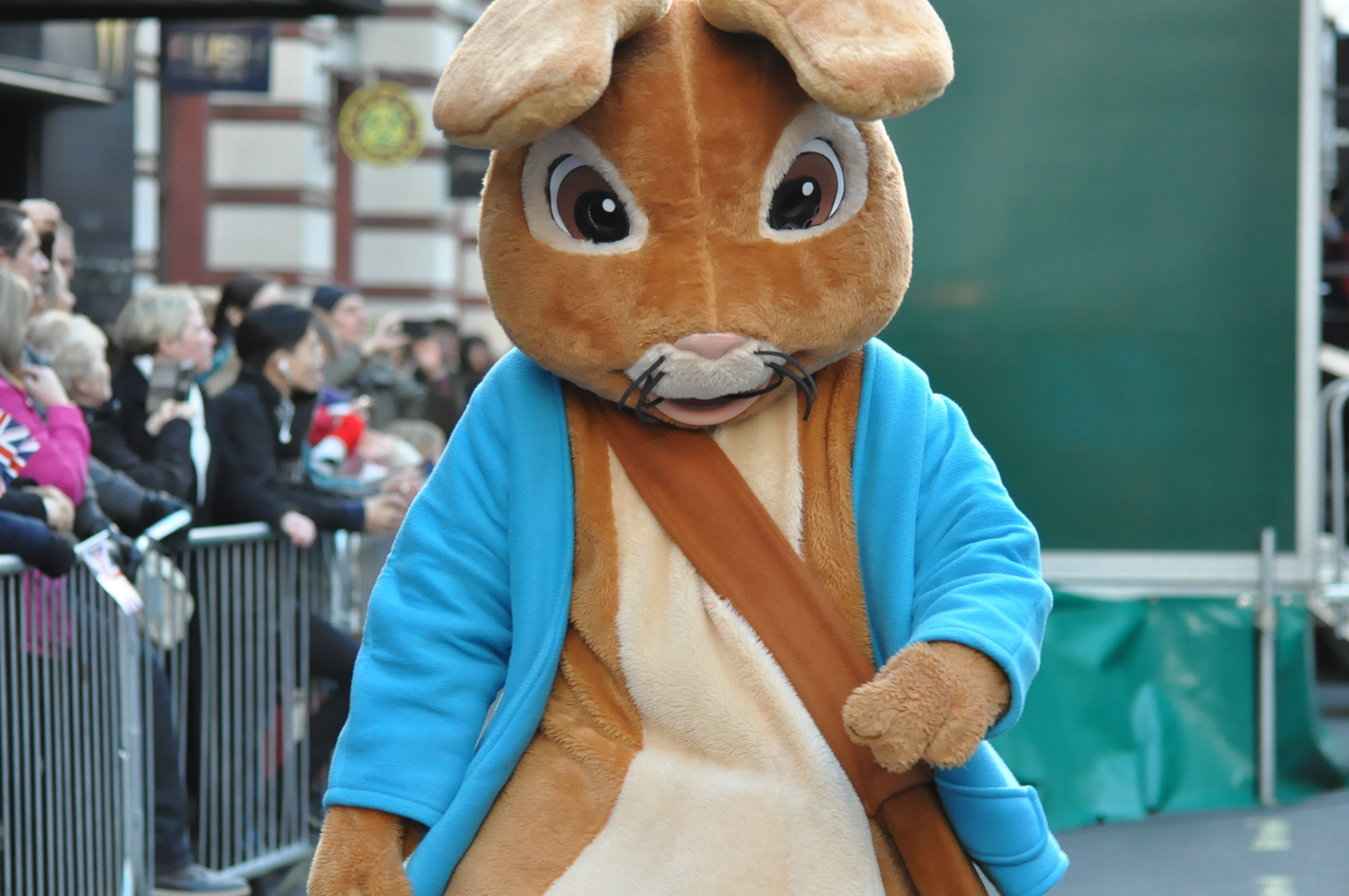
Cosplay de Pierre Lapin lors du nouvel an à Londres.

- En 1992, le livre donne lieu à une adaptation en série animée pour la BBC, Les Contes de Pierre Lapin et ses amis (en) (The World of Peter Rabbit and Friends).
- Une autre série animée britannique est réalisée en 2012, cette fois en 3D : Pierre Lapin, diffusée initialement sur la chaîne CBeebies.
- En 2018, un long métrage Pierre Lapin sort au cinéma. Réalisé par Will Gluck, il mêle animation 3D et prises de vues réelles.
- En 2021, sort un deuxième long métrage, Pierre Lapin 2 : Panique en ville (Peter Rabbit: The Runaway), également réalisé par Will Gluck.

## Produits dérivés
À la suite du succès de Pierre Lapin, de nombreux produits dérivés sont mis en vente.